# Metal rosa
Metal rosa é uma liga de bismuto com chumbo e estanho perto da eutética ternária. O ponto de fusão de aproximadamente 94 ° C está abaixo do ponto de ebulição da água à pressão normal. A liga foi desenvolvida pelo farmacêutico alemão Valentin Rose.
Consiste em aproximadamente:
- duas partes em peso (50%) de bismuto (Bi)
- uma parte em peso (25%) de chumbo (Pb) e
- uma parte em peso (25%) de estanho (Sn)

e tem uma densidade de 9,32 g / cm³. Se as razões de peso divergirem, outros valores para o ponto de fusão e a densidade resultam. É menos toxico por não conter cadmio.

## Utilidades
O metal rosa é usado, por exemplo, para monitorar a temperatura do líquido de aquecimento e resfriamento, mas também como solda suave e para fusíveis.
Sob o nome MCP96, é usado em terapia de radiação para a produção de blocos de blindagem individuais. Placas de poliestireno são geralmente usadas como moldes de fundição.
Também era usado para fixar grades de ferro e balaustradas em molduras de pedra.